# Apeadeiro de Liceia
O Apeadeiro de Liceia é uma interface encerrada do Ramal da Figueira da Foz, que servia a localidade de Liceia, no Distrito de Coimbra, em Portugal.

## História

### Abertura ao serviço
O Ramal da Figueira da Foz foi inaugurado em 3 de Agosto de 1882 pela Companhia dos Caminhos de Ferro Portugueses da Beira Alta, sendo nessa altura considerado como parte da Linha da Beira Alta.

### Encerramento do Ramal da Figueira da Foz
Em 5 de Janeiro de 2009, o Ramal da Figueira da Foz foi encerrado ao tráfego ferroviário, por motivos de segurança. A empresa Comboios de Portugal organizou um serviço rodoviário de substituição, que foi terminado em 1 de Janeiro de 2012.